# ABC (TV-program)
ABC var SVT:s lokala nyhetsprogram för Stockholms län (länsbokstav AB) och Uppsala län (länsbokstav C).
ABC:s verksamhet inleddes med den första nyhetssändningen den 31 augusti 1987. Nyhetsprogrammet berörde till stor del Stockholms län och sändes från nyhetsstudion hos SVT i TV-huset i Stockholm. Stockholms och Uppsala län var de sista regionerna i Sverige att få regionala nyhetsprogram i Sveriges Television.
Den sista sändningen av ABC skedde den 11 april 2015. Därefter startades tre nya regionala nyhetsprogram, SVT Nyheter Uppsala, SVT Nyheter Stockholm och SVT Nyheter Södertälje.

## Historik

### Bakgrund
Sydnytt hade sänt regionala nyheter till Skåne sedan 1970, men det skulle dröja nästan sjutton år innan Stockholms och Uppsala län fick ett regionalt nyhetsprogram. Detta område var det sista i landet att få ett eget regionalt nyhetsprogram i Sveriges Television. Under denna period fick man i Stockholms och Uppsala län se regionala nyheter från andra delar av landet. Ett försök med regionala nyheter för Stockholms och Uppsala län hade dock gjorts inför valet 1985, under titeln ABC-nytt.

### Starten
Vid starten av ABC var Bengt Magnusson och Nedjma Chaouche ordinarie nyhetsuppläsare. Till skillnad från de andra regionala nyhetsprogrammen skulle ABC få väder med meteorolog i bild genom att John Pohlman hoppade in innan huvudprognosen i Rapport. Chef vid starten var Janne Andersson.
ABC sändes första gången den 31 augusti 1987. Premiären skedde samma dag som TV2 gjordes om till Sverigekanalen med främst program gjorda utanför Stockholm. Det första programmet leddes av Bengt Magnusson.

### Separata sändningar för Uppland startar (2008)
Den 25 februari 2008 fick Uppland ett eget regionprogram vid namn SVT Uppland – visserligen fortfarande som en del av ABC, men med en egen redaktion i Uppsala.
Uppsala län, Sveriges femte största sett till befolkning, ansågs i behov av särskild bevakning och den nya redaktionen etablerades. Antalet medarbetare var från början fyra, och ambitionen var att göra minst två egna inslag per nyhetsdag.
I och med starten av nyhetsprogrammet SVT Nyheter Uppsala - sedermera Lokala Nyheter Uppsala i april 2015 utökades redaktionen i Uppsala till tio personer.

### Uppdelning 2015
Den 12 april 2015 delades ABC upp i tre program:
- SVT Nyheter Uppsala har redaktion på Svartbäcksgatan i Uppsala och täcker hela Uppsala län
- SVT Nyheter Stockholm har redaktion i TV-huset i på Gärdet i Stockholm och täcker Stockholms län, förutom Södertälje och Nykvarn
- SVT Nyheter Södertälje har redaktion på Storgatan i Södertälje, och täcker Södertälje- och Nykvarns kommuner